# Ankarimbelo
Ankarimbelo is een plaats en gemeente in Madagaskar gelegen in het district Ikongo van de regio Vatovavy-Fitovinany. Er woonden bij de volkstelling in 2001 ongeveer 24.000 mensen.
In de plaats is basisonderwijs en voortgezet onderwijs voor jonge kinderen beschikbaar. 97% van de bevolking is landbouwer. Het belangrijkste gewas is koffie en rijst, maar er wordt ook bananen en cassave verbouwd. 3% van de bevolking is werkzaam in de dienstensector.